# Blancey
Blancey är en kommun i departementet Côte-d'Or i regionen Bourgogne-Franche-Comté i östra Frankrike. Kommunen ligger i kantonen Pouilly-en-Auxois som tillhör arrondissementet Beaune. År 2022 hade Blancey 55 invånare.

## Befolkningsutveckling
Antalet invånare i kommunen Blancey
Referens:INSEE